# Television Maldives
Television Maldives, noto anche con l'acronimo TVM, è il principale canale televisivo pubblico delle Maldive. Trasmette dalla capitale Male in maldiviano e in inglese.

## Storia
Television Maldives fu fondata il 29 marzo 1978 come primo canale della TV pubblica.
Fino al 2008 la televisione e la radio di Stato erano gestite da società separate.
Il 22 dicembre 2008 i management di Television Maldives (TVM) e della radio pubblica Dhivehiraajjeyge Adu (Voice of Maldives) fusero le due società dando vita alla Maldives National Broadcasting Corporation (MNBC).
Nel 2010, a seguito di ciò, TVM fu rinominata MNBC One e Dhivehiraajjeyge Adu divenne Raajje Radio, benché alcuni giorni prima il parlamento avesse emanato il Maldives Broadcasting Corporation Act, che assegnava il ruolo di ente radiotelevisivo pubblico legittimo a Maldives Broadcasting Corporation (MBC), dichiarando che tutte le proprietà, i dipendenti e il suolo occupato da quelle aziende statali appartenevano a MBC e che MNBC stava operando nell'illegalità. La neonata MBC, pertanto, depositò una denuncia presso il tribunale civile contro il Ministero delle finanze per ottenere che le proprietà, il denaro e i dipendenti di MNBC le fossero trasferiti.
Il 14 febbraio 2012 avvenne l'effettivo passaggio di gestione a MBC e MNBC One tornò a chiamarsi TVM.
Il 30 marzo 2015 l'Assemblea del popolo discusse un nuovo assetto dell'azienda di Stato, che si risolse con l'emanazione del Public Service Media Act (9/2015).
Il 28 aprile 2015 il Presidente Abdulla Yameen Abdul Gayoom ratificò questa legge rifondando la società come Public Service Media (PSM).

## Programmi

### Eventi calcistici
- President's Cup
- Maldivian FA Charity Shield
- Coppa delle Maldive
- Lega Dhivehi
- Coppa della Federazione calcistica dell'Asia meridionale
- Campionato mondiale di calcio
- Campionato europeo di calcio
- Coppa del mondo per club FIFA
- Copa América
- I-League